# Lars Hernquist
Lars Hernquist és un catedràtic d'astronomia al Harvard-Smithsonian Center for Astrophysics. Les seves investigacions es concentren en els processos dinàmics en la cosmologia i la formació i evolució de les galàxies.

## Carrera i recerca
La investigació d’Hernquist inclou la dinàmica de les galàxies i l'efecte d’un model impulsat per la fusió per a l'evolució de les galàxies. És un expert mundial en la simulació de fusions de galàxies per demostrar l’aspecte i la morfologia esperats del cos resultant. Va definir el "Perfil d'Hernquist", que és una expressió analítica per a la distribució de la matèria fosca a les galàxies. La investigació d’Hernquist és bàsicament computacional, amb un dels superordinadors més grans del món accessible per a la seva investigació.

### Premis
Hernquist va ser guardonat amb el Premi Gruber de Cosmologia 2020 juntament amb Volker Springel, que junts han fet de les simulacions per ordinador "una eina indispensable per als cosmòlegs, que els permet provar teories i localitzar àrees fèrtils per a futures investigacions".